# Бульвар Каарли
Бульва́р Ка́арли, также Ка́арли пу́йестеэ (эст. Kaarli puiestee), в 1950–1989 годах бульвар Алекса́ндра Суво́рова (эст. Aleksandr Suvorovi puiestee) — улица в центре Таллина, столицы Эстонии.

## География
Находится в районе Кесклинн, проходит через микрорайоны Ваналинн и Тынисмяэ. Состоит из двух частей, движение по которым идёт по двум рядам в противоположных направлениях; между ними расположены церковь Каарли и сквер. Эспланада бульвара является частью окружной дороги Старого города. Бульвар начинается у площади Свободы, со стороны Старого города граничит с горкой Харьюмяги. Пересекается с улицами Тоомпеа и Тынисмяги. Заканчивается на перекрёстках улицы Тынисмяги с улицей Эндла и улицы Тоомпуйестеэ с улицей Луйзе.
Протяжённость бульвара — 408 метров.

## История
Эспланада бульвара была построена в 19-м столетии вначале двухполосной, затем, после завершения строительства церкви Каарли, примерно в 1870 году, её расширили до четырёхполосной и с внешних сторон ограничили низкой железной оградой. В 1910 году на площади Свободы в конце бульвара Каарли был установлен памятник Петру Первому (демонтирован в 1922 году). В 1912 году и позже были также высажены деревья по внешним сторонам бульвара так, что местами бульвар стал шестиполосным.
В 19-м—начале 20-го столетия, во времена строительства, улицу называли бульвар Уус (эст. Uus puiestee, с эст. — Новый бульвар, на немецком языке — Neue Promenade), северный отрезок бульвара носил название улица Каэву (эст. Kaevu, нем. Brunnenstraße), с эст. — Колодезная улица.
После Июньского переворота 1940 года улица была переименована в бульвар Карла Маркса, в 1950–1989 годах носила название бульвар Александра Суворова.
17 марта 1989 года бульвару вернули название Каарли.
В 1992 году был возведён пешеходный тоннель у выхода бульвара к площади Свободы.

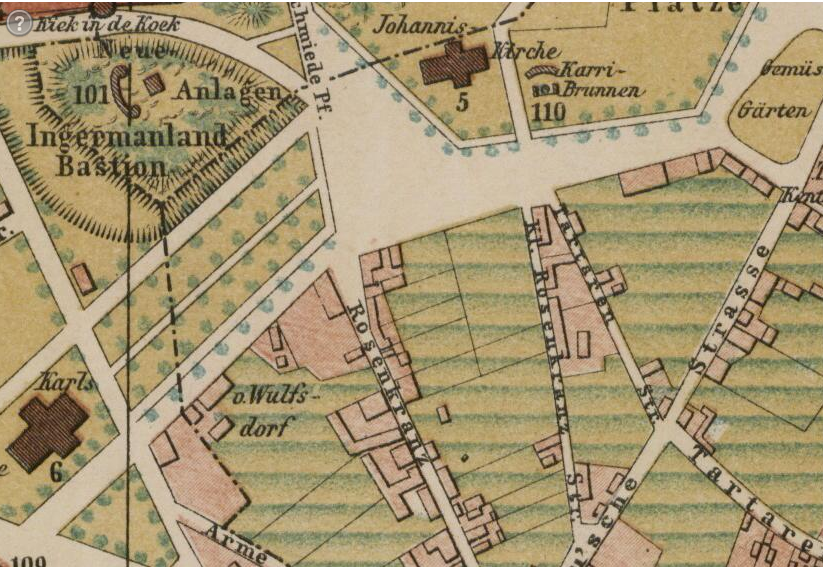
Фрагмент карты Таллина 1889 года
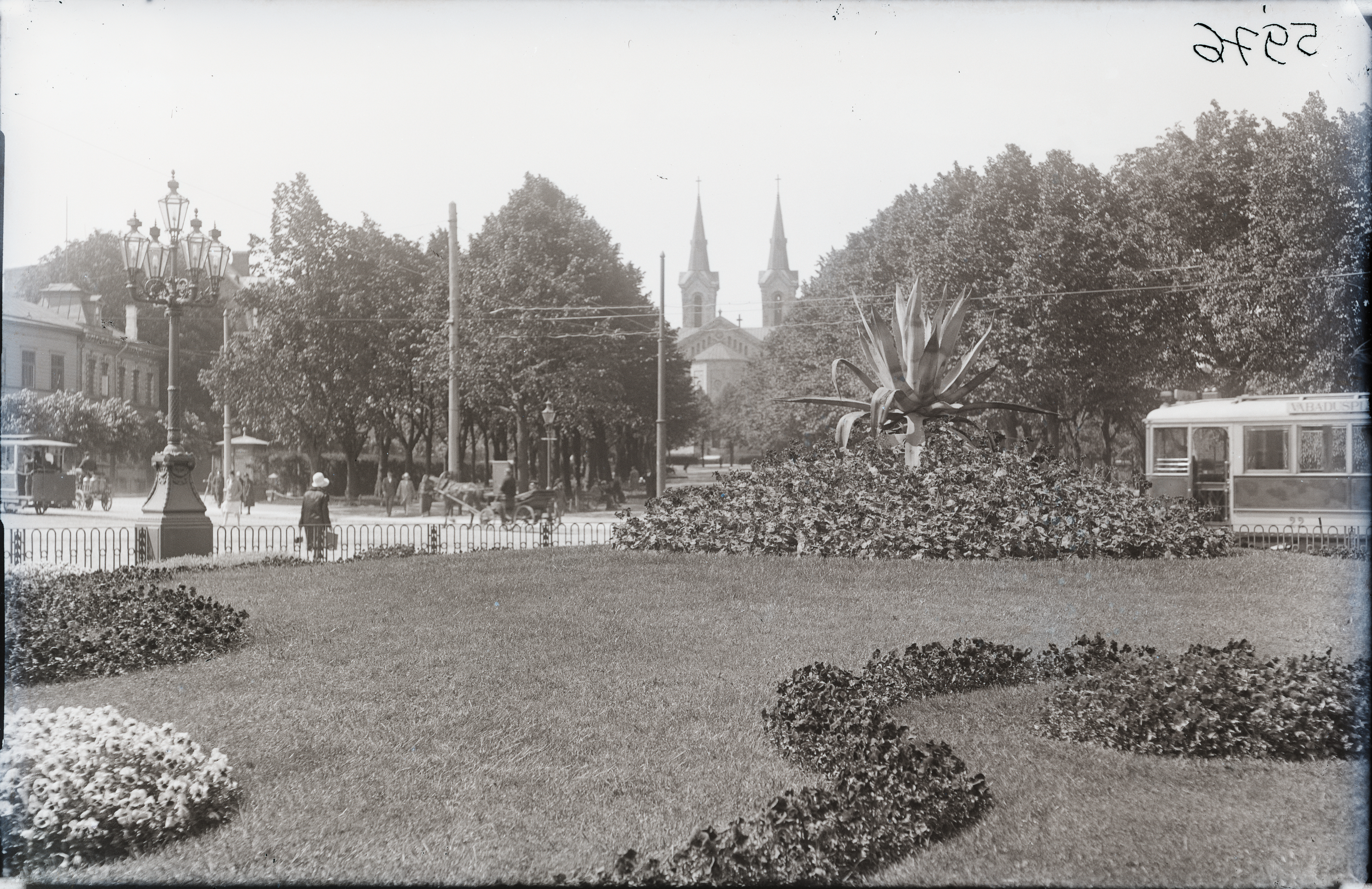
Вид на бульвар со стороны площади Свободы, 1930-1940 годы
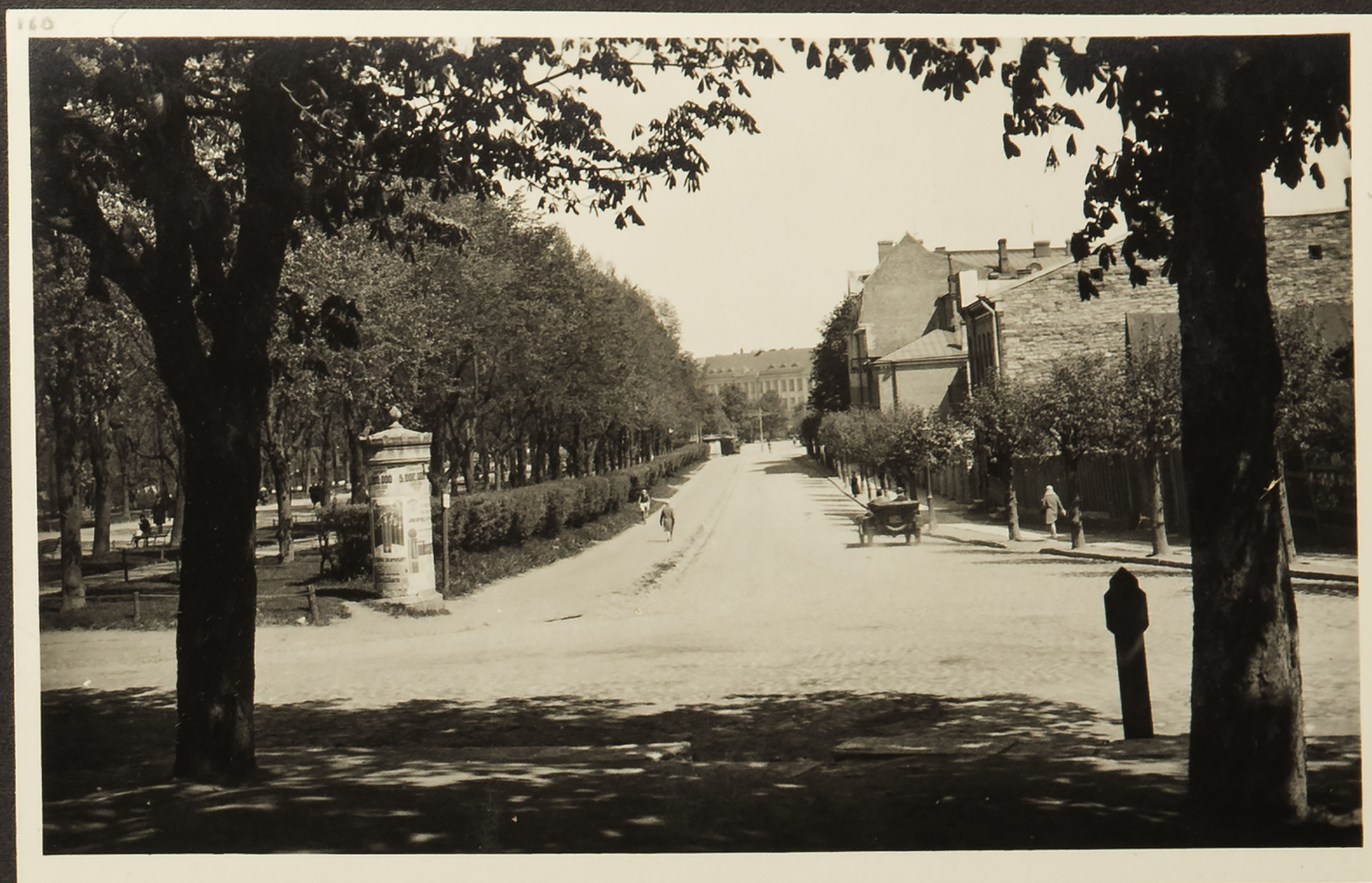
Бульвар Каарли в направлении к площади Свободы, начало XX века
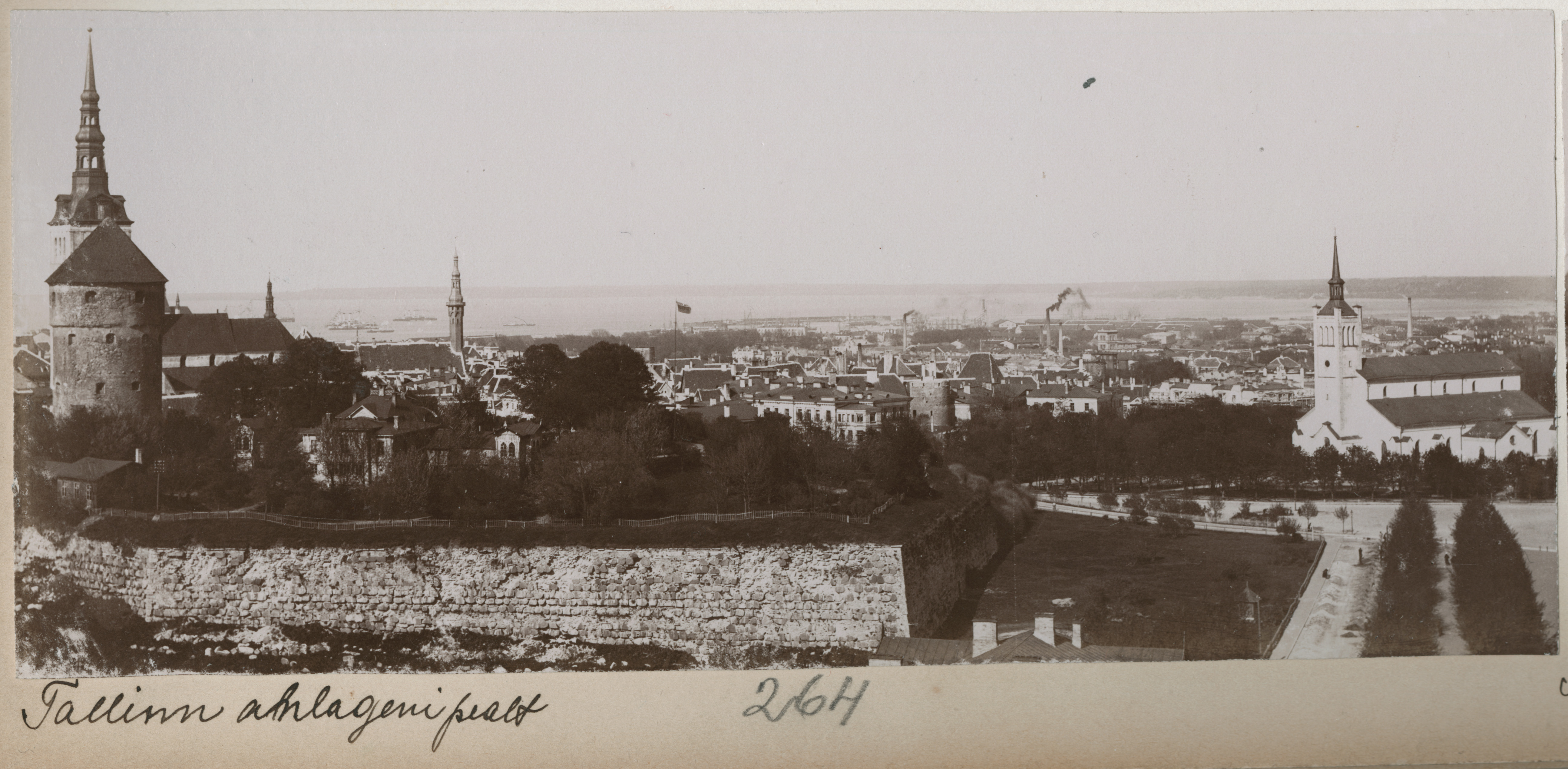
Вид на бульвар в сторону Сенного рынка (примерно 1900 год)

## Застройка
Историческая застройка сохранилась на стороне бульвара, примыкающей к холму Тынисмяги, и на перекрёстке улиц Тоомпеа и Тоомпуйестее.
В 1948 году возле бульвара были построены теннисные корты и здание клуба Добровольного спортивного общества профсоюзов ЭССР «Калев». После восстановления независимости Эстонии они долгое время стояли полузаброшенными; в настоящее время там находится автомобильная парковка и работает кафе.

## Общественный транспорт
По бульвару без остановок курсируют городские автобусы маршрутов № 3, 9, 11, 16, 21, 22, 23, 24, 35, 40, 42, 46, 67 и троллейбусы маршрутов № 1 и 3.

Бульвар Каарли
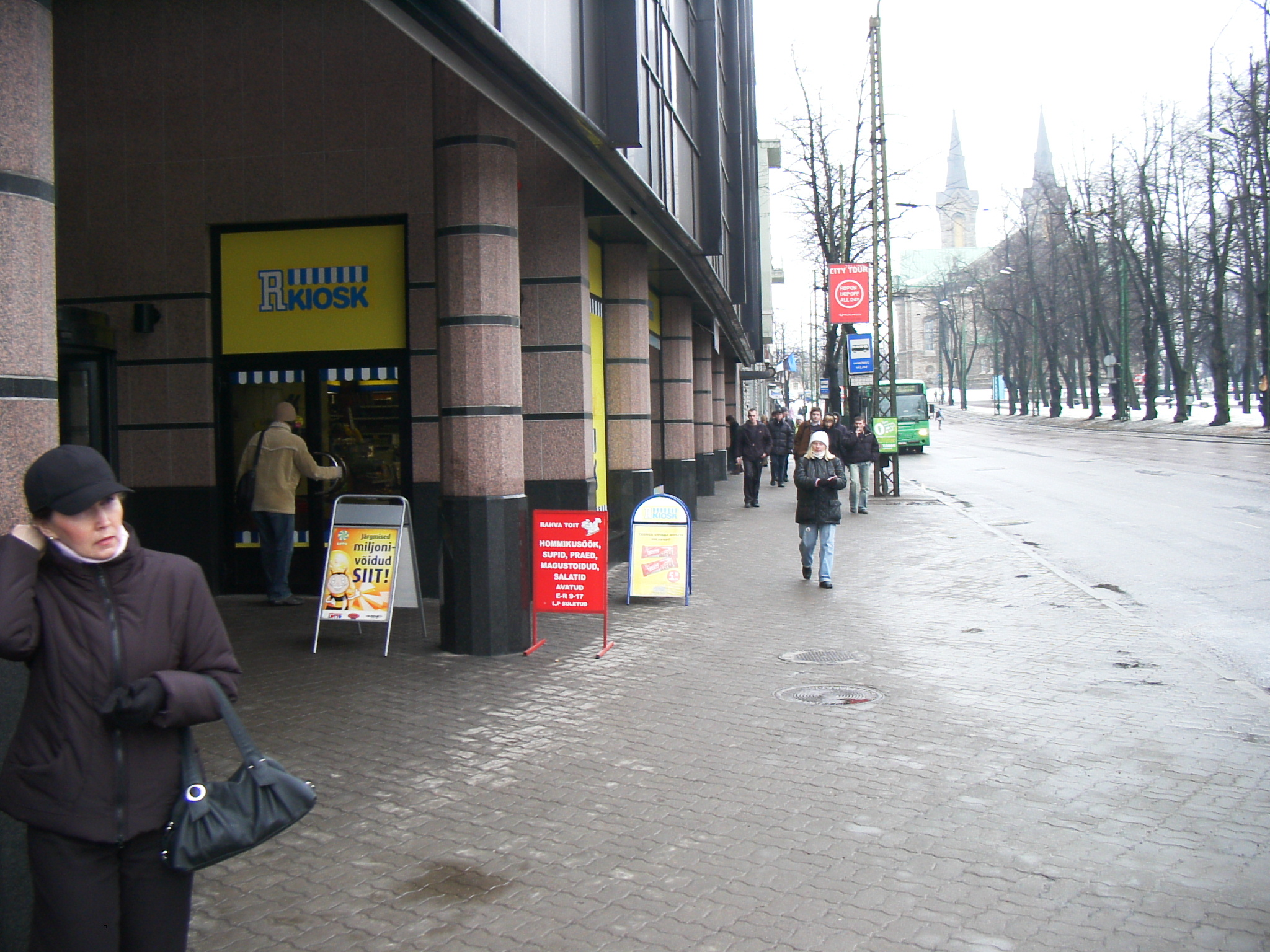
Вид на бульвар от перекрёстка с улицей Роозикрантси, 2007 год
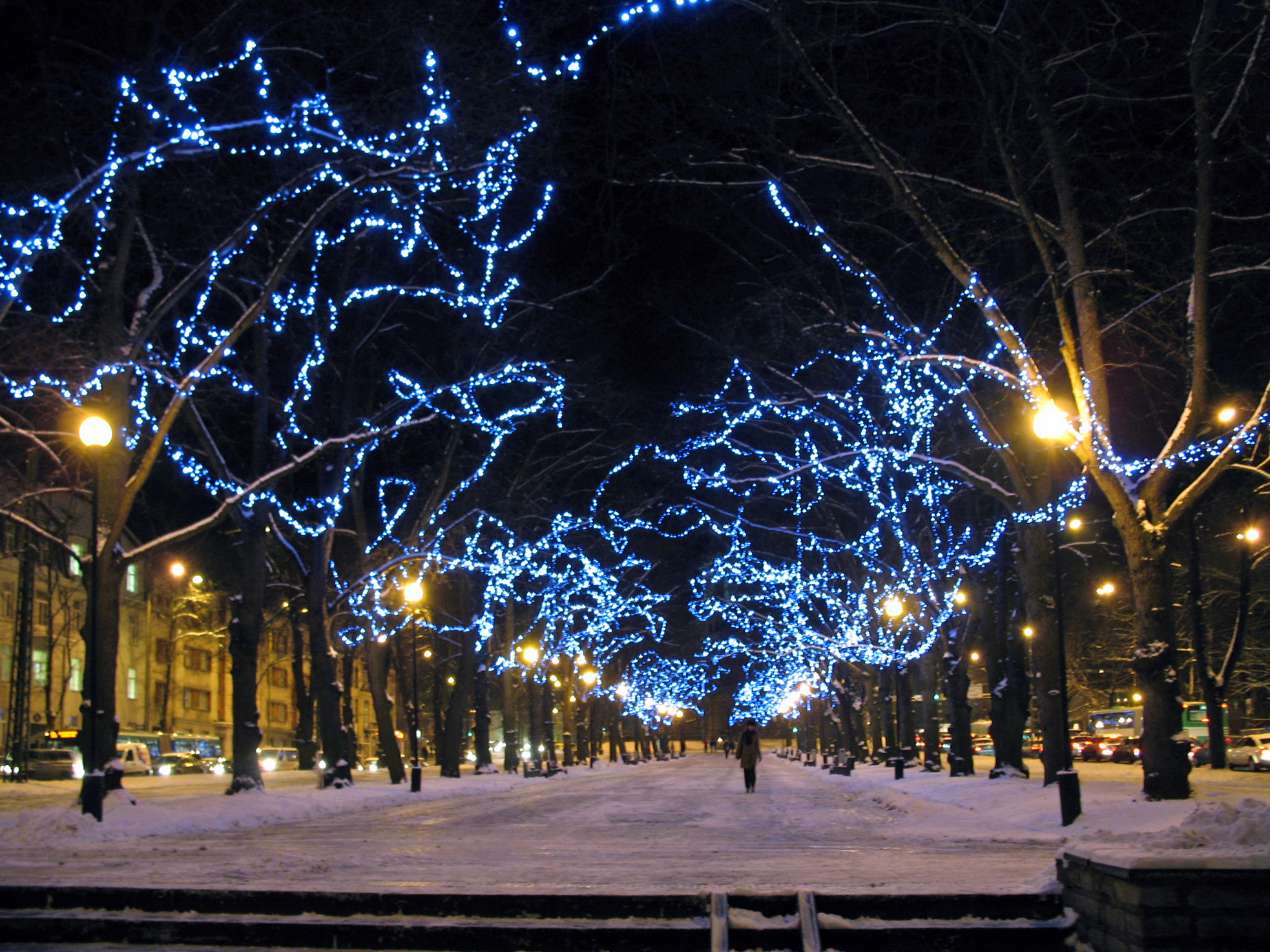
Сквер бульвара Каарли в декабре 2006 года
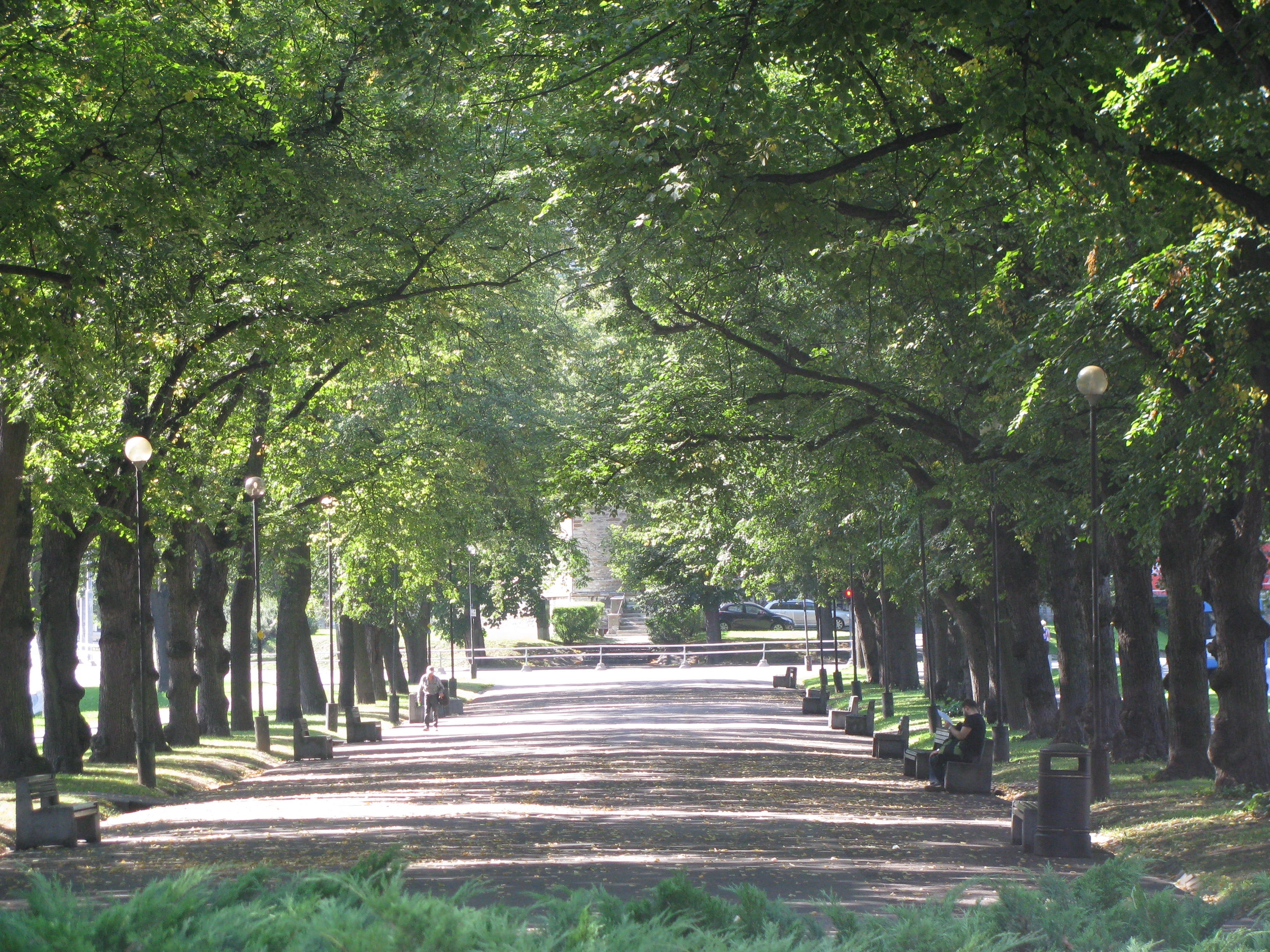
Сквер в августе 2011 года
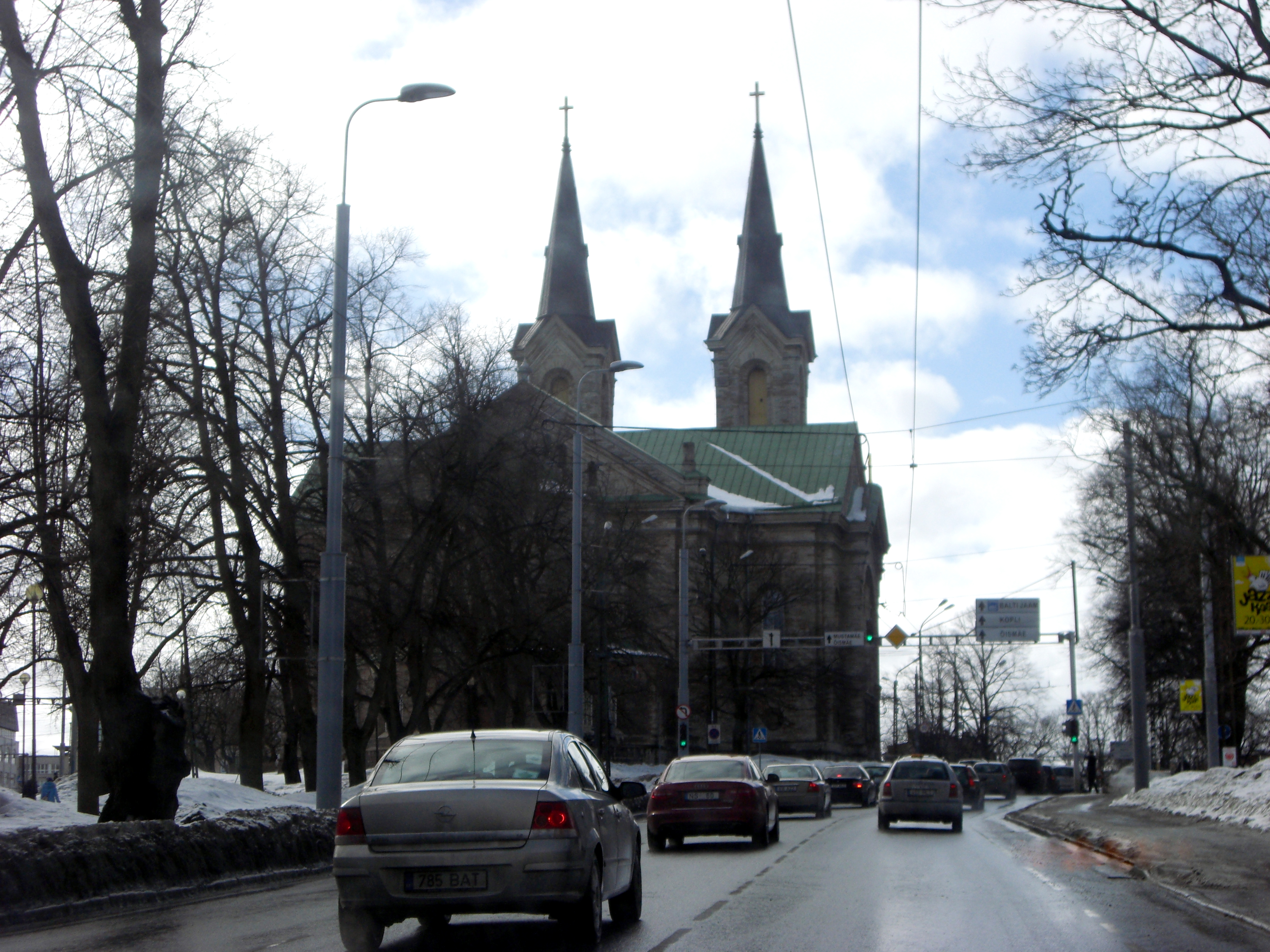
Отрезок бульвара по направлению из центра города